# Gau de Colònia-Aquisgrà
El Gau de Colònia-Aquisgrà (Gau Köln-Aachen) va ser una divisió administrativa de l'Alemanya nazi de 1933 a 1945 a la província prussiana del Rin. Abans d'això, de 1925 a 1933, era la subdivisió regional del partit nazi en aquesta zona.
El sistema nazi de Gau (en plural Gaue) va ser establert originalment en una conferència del partit, el 22 de maig de 1926, per tal de millorar l'administració de l'estructura del partit. A partir de 1933, després de la presa de poder nazi, els Gaue va reemplaçar cada vegada més als estats alemanys com a subdivisions administratives a Alemanya.
Al capdavant de cada Gau es va situar un Gauleiter, una posició cada vegada més poderosa, especialment després de l'esclat de la Segona Guerra Mundial, amb poca interferència des de dalt. El Gauleiter local sovint ocupava càrrecs governamentals i de partit, i s'encarregava, entre altres coses, de la propaganda i la vigilància i, a partir de setembre de 1944, el Volkssturm i la defensa de la Gau.
La Gau va existir des de 1931, quan l'antic Gau de Renània (Gau Rheinland), anomenant en un principi Gau de Renània del Sud, es va dividir en el Gau de Colònia-Aquisgrà i el de Coblença-Trèveris.
La posició de Gauleiter a Colònia-Aquisgrà va ser a càrrec de Josef Grohe al llarg de la història de la Gau. Grohé va intentar suïcidar-se sense èxit al final de la guerra. Posteriorment va escapar sota un nom fals, però va ser arrestat al 1946 i sentenciat a quatre anys i mig de presó. Mai es va penedir dels seus punts de vista i va morir el 1987.

## Gauleiters

### Gau de Renània del Sud
- 1925-1925: Heinrich Haake
- 1925-1936: Robert Ley

### Gau de Renània
- 1926-1931: Robert Ley

### Gau de Gau de Colònia-Aquisgrà
- 1931-1945: Josef Grohé